# Julien Van Campenhout
Julien Van Campenhout (* 1899; † 27. August 1933) war ein belgischer Langstreckenläufer.
Bei den Olympischen Spielen 1920 in Antwerpen wurde er im Crosslauf Siebter in der Einzelwertung und Sechster in der Mannschaftswertung. Über 5000 m wurde er Neunter, und im 3000-Meter-Mannschaftsrennen schied er im Vorlauf aus.
Je zweimal wurde er Belgischer Meister über 5000 m (1919, 1920) sowie im Crosslauf (1919, 1924) und einmal über 10.000 m (1920).

## Persönliche Bestzeiten
- 3000 m: 9:02,2 min, 1920
- 5000 m: 15:22,6 min, 16. August 1920, Antwerpen